# アレッサンドラ・ジュンジ
アレッサンドラ・ジュンジ（Alessandra Giungi 1966年5月5日 - ）は、イタリアのローマ出身の柔道選手。現役時代は52kg級の選手。身長159cm。

## 人物
1987年の世界選手権52kg級では準々決勝で日本の山口香に判定で敗れたものの3位となった。翌年の1988年ソウルオリンピック(公開競技)では準決勝でイギリスのシャロン・レンドルに判定で敗れたが銅メダルを獲得した。1989年の世界選手権決勝ではレンドルに技ありで敗れて2位だった。1991年の世界選手権では決勝でレンドルに判定勝ちして、ようやく世界チャンピオンになった。しかし、翌年の1992年バルセロナオリンピックでは準々決勝で日本の溝口紀子に判定で敗れるなどして5位に終わった。1996年アトランタオリンピックでは初戦で敗れた。

## 主な戦績
- 1984年 - 福岡国際　3位
- 1985年 - オーストリア国際　優勝
- 1986年 - ドイツ国際　3位
- 1987年 - ヨーロッパ選手権　3位
- 1987年 - 世界選手権　3位
- 1988年 - イギリス国際　優勝
- 1988年 - ヨーロッパ選手権　優勝
- 1988年 - ソウルオリンピック　3位
- 1989年 - ベルギー国際　優勝
- 1989年 - オーストリア国際　3位
- 1989年 - 世界選手権　2位
- 1990年 - ドイツ国際　2位
- 1991年 - ヨーロッパ選手権　3位
- 1991年 - 世界選手権　優勝
- 1992年 - バルセロナオリンピック　5位
- 1993年 - 世界選手権　5位
- 1994年 - フランス国際　3位
- 1994年 - ヨーロッパ選手権　2位
- 1995年 - ヨーロッパ選手権　優勝
- 1996年 - ロシア国際　優勝
- 1996年 - ヨーロッパ選手権　2位